# جمال عبد السلام
د. جمال عبد السلام مدير لجنة الإغاثة والطوارئ باتحاد الأطباء العرب من فبراير 2005م حتى الآن، ومرشح الإخوان المسلمين في مصر لانتخابات مجلس الشعب عام 2005م، إعتقلته السلطات المصرية في 15 ديسمبر 2008م بتهمة تجميع تبرعات لحركة حماس في فلسطين. مواليد حي السيدة زينب بالقاهرة 28 سبتمبر 1957م.
وأفرج عنها في 15

## المناصب
الأمين العام لنقابة أطباء القاهرة من نوفمبر 1989م حتى يوليو 2011م.
مدير ادراة المستشفيات بالجمعية الطبة الإسلامية حتي 2005
مدير لجنة الإغاثة والطوارئ باتحاد الاطباء العرب
مدير لجنة القدس باتحاد الاطياء العرب
امين عام نقابة اطباء مصر 2012 وحتي الآن
من أبرز العاملين في مجال الإغاثة في مصر والعالم
أحد أبرز رجال القدس في مصر والعالم
مرشح الاخوان في انتخابات المحليات عام 92 ومرشح مجلس الشعب عام 2005
اعتقل 3 مرات قبل الثورة
وهذهالمرة معتقل لتصفية حسابات سياسية مع الاخوان في مصر بعد الانقلاب 18-11-2013

## وصلات خارجية
- مدونة أفرجو عن د. جمال عبد السلام
- اعتقال د. جمال عبد السلام.. الحرب على الإغاثة!، إخوان أون لاين، 18 ديسمبر 2008م